# Господарський суд Запорізької області
Господа́рський суд Запорі́зької о́бласті — місцевий спеціалізований господарський суд першої інстанції загальної юрисдикції, розташований в місті Запоріжжі, юрисдикція якого поширюється на Запорізьку область.
У зв'язку з тимчасовою окупацією окремих районів Донецької та Луганської областей, Господарський суд Запорізької області також розглядає справи, підсудні Господарському суду Донецької області.

## Компетенція
Місцевий господарський суд керуються при здійсненні судочинства Господарським процесуальним кодексом України. Він розглядає господарські справи, тобто ті, що виникають у зв'язку із здійсненням господарської діяльності юридичними особами та фізичними особами-підприємцями. Це, зокрема, справи про стягнення заборгованості за договорами, про чинність договорів, про відшкодування шкоди, про банкрутство, про захист права власності, корпоративні спори та ін.
Господарський суд розглядає справу, як правило, за місцезнаходженням відповідача, тобто якщо офіційна адреса відповідача зареєстрована на території юрисдикції цього суду.

## Розташування
Адреса суду: 69001, м. Запоріжжя, вул. Гетьманська, 4 / вул. Сергія Тюленіна, 21.
Суд розташований на лівому березі міста, неподалік від схрещення вулиці Перемоги та вулиці Сергія Тюленіна (веде до Преображенських мостів до о. Хортиця). Поруч проходить залізнична лінія Апостолове — Запоріжжя, найближча залізнична станція — Імені Анатолія Алімова та зупинний пункт 172 км.

## Історія
Державний арбітраж при виконавчому комітеті Запорізької обласної Ради народних депутатів був створений згідно з постановою Ради Міністрів Української РСР від 31 грудня 1965 р. № 1278 та рішенням Запорізького облвиконкому від 7 січня 1966 р. № 1.
На посаду головного арбітра був призначений Латишенко Володимир Тимофійович, який займав цю посаду з 1966 р. по 1973 р. З 1974 р. по 1975 р. — головний арбітр Шпачинський Микола Григорович, а з 1975 р. — Зінченко Григорій Григорович, який пропрацював на цій посаді, а у подальшому головою арбітражного суду понад 20 років.
Основними категоріями спорів на той час були: перевезення вантажів, недопостачання, контрактація сільськогосподарської продукції, спори, пов'язані з капітальним будівництвом та ін.
Проте діяльність державного арбітражу особливого впливу на економіку області не справляла, оскільки власність була лише державна та кооперативна, а вплив органів влади на державну власність був необмеженим, тому частина питань, пов'язаних з порушеннями господарського законодавства, вирішувалась по «вертикалі», минаючи державний арбітраж.
Після реорганізації державного арбітражу у арбітражний суд значно збільшилася чисельність працівників і в суді вже працювало 12 суддів, частина з яких працює і досі.
З квітня 1999 року головою арбітражного суду Запорізької області призначений Федоров Іван Олексійович. На той час колектив суду фактично мав у своєму складі 20 суддів.
2001 року внесено зміни до Закону України «Про арбітражний суд» — створені господарські суди, які є однією із ланок спеціалізованих судів в системі судів загальної юрисдикції.
Керівництво господарським судом Запорізької області на сьогоднішній день здійснюють голова суду Немченко Олександр Іванович, якого призначено на посаду у червні 2003 року, та його заступник Проскуряков Кирило Валеріанович.
Колектив суду становить 115 осіб, в тому числі 25 суддів, з яких 15 призначені на посади суддів безстроково.
Господарський суд Запорізької області знаходиться у двоповерховому, нещодавно відремонтованому будинку. Кожен суддя має окремий кабінет, комп'ютерізований сучасним обладнанням.
Із року в рік істотно зростає кількість позовів, розглянутих господарським судом Запорізької області. Так за період з 1997 р. по 2000 р. розглянуто всього — 13000 справ, а у 2005 р. вже тільки за один рік розглянуто 10291 справ. Значно збільшуються стягнені суми коштів, у тому числі і до державного бюджету та державних позабюджетних фондів. Так, за період 1997 р. — 2000 р. сума коштів, присуджених до стягнення по майнових справах, становила 419 431 180 грн., в тому числі до держбюджету та державних позабюджетних фондів надійшло 132 144 120 грн. 2005 року стягнуто 345 987 887 грн.
У зв'язку із значним збільшенням кількості позовних заяв, що надходять до суду та з метою вдосконалення спеціалізації суддів на сьогоднішній день в господарському суді створені відповідні колегії по розгляду спорів.
З метою недопущення скасування судових рішень та зайвих помилок при розгляді справ усі відмінені рішення та роз'яснення ВАСУ щодо застосування чинного законодавства, а також щодо практики розгляду найскладніших господарських спорів обговорюються суддями на нарадах. Про факти порушень закону суб'єктами господарських відносин, які виявилися при розгляді справ, надсилається інформація в правоохоронні органи для відповідного реагування.
Участь суддів у науково-практичних конференціях і семінарах сприяє постійному підвищенню їх професійного рівня. За високі показники в роботі та сумлінне виконання обов'язків судді господарського суду Запорізької області неодноразово були нагороджені Почесними Грамотами та Грамотами Голови Вищого господарського суду України та Ради суддів господарських судів України.

## Сьогодення

### Керівництво
| Посада                | ПІБ                             |
| --------------------- | ------------------------------- |
| Голова суду           | Немченко Олександр Іванович     |
| Заступник Голови суду | Проскуряков Кирило Валеріанович |

### Склад суддів
1. Азізбекян Тетяна Анатоліївна (2 корпус)
2. Алейникова Тетяна Георгіївна (2 корпус)
3. Боєва Олена Сергіївна  (1 корпус)
4. Гандюкова Лариса Павлівна  (2 корпус)
5. Гончаренко Сергій Анатолійович (2 корпус)
6. Горохов Ігор Сергійович (2 корпус)
7. Давиденко Ірина Вікторівна (2 корпус)
8. Дроздова Світлана Сергіївна (2 корпус)
9. Дьоміна Алла Валентинівна (2 корпус)
10. Зінченко Наталя Григорівна (1 корпус)
11. Кагітіна Людмила Петрівна (1 корпус)
12. Колодій Наталія Анатоліївна (1 корпус)
13. Корсун Віталій Леонідович (1 корпус)
14. Кричмаржевський Володимир Анатолійович  (1 корпус)
15. Кутіщева-Арнет Нонна Степанівна (2 корпус)
16. Мірошниченко Михайло Володимирович (1 корпус)
17. Місюра Людмила Сергіївна (2 корпус)
18. Мойсеєнко Тетяна Володимирівна (1 корпус)
19. Науменко Артур Олегович (1 корпус)
20. Немченко Олександр Іванович (2 корпус)
21. Ніколаєнко Роман Анатолійович (2 корпус)
22. Носівець Вікторія Вікторівна (2 корпус)
23. Попова Ірина Анатоліївна (2 корпус)
24. Проскуряков Кирило Валеріанович (2 корпус)
25. Серкіз Віктор Григорович (2 корпус)
26. Смірнов Олександр Генадійович (1 корпус)
27. Соловйов Володимир Миколайович (2 корпус)
28. Сушко Лариса Миколаївна (1 корпус)
29. Топчій Олена Анатоліївна (2 корпус)
30. Федорова (Яцун) Олена Владиславівна (1 корпус)
31. Хуторной Віталій Михайлович  (1 корпус)
31. Черкаський Володимир Іванович (2 корпус)
33. Шевченко Тетяна Миколаївна  (1 корпус)
34. Юлдашев Олексій Олексійович (2 корпус)
35. Ярешко Оксана Володимирівна (2 корпус)